# Фремінгемська шкала ризику
Фремінгемська шкала ризику (Framingham Risk Score) – це алгоритм, який використовується для оцінки 10-річного серцево-судинного ризику людини. Фремінгемська шкала була вперше розроблена на основі даних, отриманих у Фремінгемському дослідженні серця, для оцінки 10-річного ризику розвитку ішемічної хвороби серця. 

## Системи оцінки ризику серцево-судинних захворювань
Фремінгемська шкала ризику — це одна з низки систем оцінки, які використовуються для визначення ймовірності розвитку серцево-судинних захворювань у людини.   Системи оцінки серцево-судинного ризику дають оцінку ймовірності того, що людина матиме серцево-судинне захворювання протягом певного проміжку часу, зазвичай від 10 до 30 років. 
Оскільки вони вказують на ризик розвитку серцево-судинних захворювань, вони також вказують на те, хто, швидше за все, отримає користь від профілактики. З цієї причини шкали серцево-судинного ризику використовуються для визначення того, кому слід пропонувати профілактичні препарати для зниження артеріального тиску та для зниження рівня холестерину.
Наприклад, майже 30% випадків ішемічної хвороби серця (ІХС) як у чоловіків, так і у жінок були пов’язані виключно високим артеріальним тиском (≥130/85). Це свідчить про те, що контроль і моніторинг артеріального тиску мають першочергове значення як для здоров’я серцево-судинної системи, так і для прогнозування результатів. 

## Корисність
Оскільки оцінки ризику, такі як Фремінгемська шкала ризику, дають вказівку на ймовірні переваги профілактики, вони корисні як для окремого пацієнта, так і для клініциста, допомагаючи прийняти рішення про зміну способу життя та профілактичне лікування, а також для навчання пацієнтів, визначаючи чоловіків і жінок із підвищеним ризиком майбутніх серцево-судинних подій. 
Особи з низьким ризиком мають 10% або менше ризику ІХС через 10 років, з проміжним ризиком 10-20%, а з високим ризиком 20% або більше. Однак слід пам’ятати, що ці категорії є довільними.
Більш корисним показником є врахування ефектів лікування. Якщо група зі 100 осіб має 20% десятирічний ризик серцево-судинних захворювань, це означає, що ми повинні очікувати, що 20 із цих 100 осіб матимуть серцево-судинні захворювання (ішемічну хворобу серця або інсульт) протягом наступних 10 років, а вісімдесят з них - ні.
Якби вони приймали комбінацію методів лікування (наприклад, препарати для зниження рівня холестерину та препарати для зниження артеріального тиску), які б зменшували ризик серцево-судинних захворювань вдвічі, це означало б, що у 10 із цих 100 осіб протягом наступних 10 років очікується розвиток серцево-судинних захворювань, а у 90 - ні. Якби це було так, то 10 із цих осіб уникнули б серцево-судинних захворювань, приймаючи лікування протягом 10 років; 10 отримали б серцево-судинні захворювання, незалежно від того, проходили вони лікування чи ні, а 80 не мали б серцево-судинних захворювань незалежно від того, проходили вони лікування чи ні.
Хоча існують переконливі докази того, що виявлення осіб із високим загальним ризиком серцево-судинних захворювань є найефективнішим способом зниження захворюваності та смертності, пов’язаних із серцево-судинними захворюваннями, на сьогоднішній день дослідження, які оцінюють корисність показників ризику у виявленні пацієнтів із високим ризиком, показали обмежену користь. 
Важливо розуміти, що найсильнішим предиктором серцево-судинного ризику в будь-якому рівнянні ризику є вік. 

## Контекст
Серцево-судинні захворювання є поширеними серед населення, вражаючи більшість дорослих. Індивідуальний ризик серцево-судинних ускладнень у майбутньому можна змінити шляхом зміни способу життя та профілактичного лікування. Зміни способу життя можуть включати припинення куріння, здорове харчування, регулярні фізичні вправи тощо. Профілактичне лікування може включати статини, міні-дози аспірину, лікування гіпертонії тощо. Важливо мати можливість передбачити ризик для окремого пацієнта, щоб вирішити, коли розпочати зміну способу життя та профілактичне лікування. Було розроблено кілька моделей для прогнозування серцево-судинного ризику окремих пацієнтів. Однією з таких ключових моделей ризику є Фремінгемська шкала. Фремінгемська оцінка ризику базується на результатах Фремінгемського дослідження. 

## Валідація
Фремінгемська шкала ризику валідована в США як для чоловіків, так і для жінок, європейського і африканського походження.  Хоча у деяких роботах дослідники заявляли, що їм вдалося покращити шкалу, належних доказів цього немає. 

## Обмеження
Оригінальна Фремінгемська шкала ризику передбачала лише майбутні випадки ІХС, однак вона не передбачає ризику інсульту, транзиторної ішемічної атаки (ТІА) та серцевої недостатності. Ці важливі для пацієнтів результати були включені до Фремінгемської шкали загального ризику серцево-судинних захворювань 2008 року.  Прогнозований ризик зазвичай є вищим за Фремінгемською шкалою загального серцево-судинного ризику 2008 року, ніж за Фремінгемською шкалою ризиків 2002 року.
Фремінгемська шкала ризику може переоцінювати (або недооцінювати) ризик у інших популяціях,   окрім американців європейського та африканського проходження, наприклад, у іспаномовних та корінних американців.  Поки що не зрозуміло, чи це обмеження дійсно існує, чи тільки виглядає реальним через відмінності в методології. 
Інші країни можуть віддати перевагу використанню іншої оцінки ризику, наприклад SCORE (HeartScore — це інтерактивна версія SCORE — систематичної оцінки коронарного ризику),  яка була рекомендована Європейським товариством кардіологів у 2007 р. 
За можливістю, кардіолог повинен вибрати модель прогнозування ризику, яка найбільше підходить для окремого пацієнта, і пам’ятати, що це лише оцінка.

## Версії
Поточна версія Фремінгемської шкали була опублікована в 2008 році. Видавцем є ATP III, тобто «Adult Treatment Panel III», група експертів Національного інституту серця, легенів і крові, який є частиною Національного інституту здоров’я (NIH), США.
Попередня версія була опублікована в 2002 році 
Оригінальна Фремінгемська шкала ризику була опублікована у 1998 році. 

### Відмінності між версіями
Перша Фремінгемська шкала ризику включала вік, стать, холестерин ЛПНЩ, холестерин ЛПВЩ, артеріальний тиск (а також те, чи лікується пацієнт від гіпертонії чи ні), діабет і куріння. Вона оцінювала 10-річний ризик ішемічної хвороби серця. 
В оновлену версію включено дисліпідемію, віковий діапазон, лікування гіпертонії, куріння та загальний холестерин. Виключено діабет 2-го типу, оскільки він вважався еквівалентом ризику ІХС. Пацієнти з діабетом 1-го типу розглядалися окремо. Незважаючи на підвищений ризик, жодне дослідження не показало, що вони мають еквівалентний ризик ІХС, як ті, у кого раніше діагностовано ішемічну хворобу серця або діабет 2-го типу. 

## Еквівалент ризику ІХС
Деякі пацієнти без відомої ІХС мають ризик серцево-судинних подій, який можна порівняти з ризиком пацієнтів із встановленою ІХС. Кардіологи відносять таких пацієнтів до еквівалентів ризику ІХС. Цих пацієнтів слід вести як пацієнтів із відомою ІХС.
Еквіваленти ризику ІХС — це пацієнти з 10-річним ризиком інфаркту міокарда або коронарної смерті >20%. Еквівалентами ризику ІХС є насамперед інші клінічні форми атерозу. У рекомендаціях ATP III Національної освітньої програми щодо холестерину NCEP діабет визначено також як еквівалент ризику ІХС, оскільки при ньому 10-річний ризик ІХС близько 20%. 
Еквіваленти ризику ІХС NCEP ATP III:
1. Клінічна ішемічна хвороба серця (ІХС) [16]
2. Симптоматичний стеноз сонної артерії [17]
3. Захворювання периферичних артерій [18]
4. Аневризма черевної аорти [19]
5. Цукровий діабет [20]
6. Хронічна хвороба нирок [21]

## Підрахунок
| Вік (роки) | Чоловіки      | Жінки         |
| ---------- | ------------- | ------------- |
| 20 - 34    | мінус 9 балів | мінус 7 балів |
| 35 - 39    | мінус 4 бали  | мінус 3 бали  |
| 40 - 44    | 0 балів       | 0 балів       |
| 45 - 49    | 3             | 3             |
| 50 - 54    | 6             | 6             |
| 55 - 59    | 8             | 8             |
| 60 - 64    | 10            | 10            |
| 65 - 69    | 11            | 12            |
| 70 - 74    | 12            | 14            |
| 75 - 79    | 13            | 16            |

|               | Жінки        | Жінки     | Жінки     | Жінки     | Жінки        | Чоловіки     | Чоловіки  | Чоловіки  | Чоловіки  | Чоловіки     |
| Вік (роки)    | до 160 мг/дл | 160 - 199 | 200 - 239 | 240 - 279 | 280 або вище | до 160 мг/дл | 160 - 199 | 200 - 239 | 240 - 279 | 280 або вище |
| ------------- | ------------ | --------- | --------- | --------- | ------------ | ------------ | --------- | --------- | --------- | ------------ |
| 20 - 39 років | 0 балів      | 4 бали    | 8 балів   | 11 балів  | 13 балів     | 0 балів      | 4 бали    | 7 балів   | 9 балів   | 11 балів     |
| 40 - 49       | 0 балів      | 3 бали    | 6 балів   | 8 балів   | 10 балів     | 0 балів      | 3 бали    | 5 балів   | 6 балів   | 8 балів      |
| 50 - 59       | 0 балів      | 2 бали    | 4 бали    | 5 балів   | 7 балів      | 0 балів      | 2 бали    | 3 бали    | 4 балів   | 5 балів      |
| 60 - 69       | 0 балів      | 1 бал     | 2 бали    | 3 бали    | 4 бали       | 0 балів      | 1 бал     | 1 бали    | 2 бали    | 3 бали       |
| 70 - 79       | 0 балів      | 1 бал     | 1 бал     | 2 бали    | 2 бали       | 0 балів      | 0 балів   | 0 балів   | 1 бали    | 1 бали       |

| Вік           | Жінка   | Чоловік |
| ------------- | ------- | ------- |
| 20 - 39 років | 9 балів | 8 балів |
| 40 - 49       | 7 балів | 5 балів |
| 50 - 59       | 4 бали  | 3 бали  |
| 60 - 69       | 2 бали  | 1 бали  |
| 70 - 79       | 1 бал   | 1 бал   |

Усі некурці : 0 балів.
|                 | Жінки       | Чоловіки    |
| --------------- | ----------- | ----------- |
| 60 мг/дл і вище | мінус 1 бал | мінус 1 бал |
| 50 - 59 мг/дл   | 0 балів     | 0 балів     |
| 40 - 49 мг/дл   | 1 бал       | 1 бал       |
| до 40 мг/дл     | 2 бали      | 2 бали      |

|                      | Жінки         | Жінки        | Чоловіки      | Чоловіки     |
|                      | без лікування | з лікуванням | без лікування | з лікуванням |
| -------------------- | ------------- | ------------ | ------------- | ------------ |
| нижче 120 мм рт. ст. | 0 балів       | 0 балів      | 0 балів       | 0 балів      |
| 120 - 129            | 1 бал         | 3 бали       | 1 бал         | 1 бал        |
| 130 - 139            | 2 бали        | 4 бали       | 1 бал         | 2 бали       |
| 140 - 159            | 3 бали        | 5 балів      | 1 бал         | 2 бали       |
| 160 або вище         | 4 бали        | 6 балів      | 2 бали        | 3 бали       |

| Жінки                    | Жінки           |  | Чоловіки                 | Чоловіки        |
| Загальна кількість балів | 10-річний ризик |  | Загальна кількість балів | 10-річний ризик |
| ------------------------ | --------------- |  | ------------------------ | --------------- |
| менше 9 балів            | <1%             |  | 0 балів                  | <1%             |
| 9 - 12                   | 1%              |  | 1 - 4                    | 1%              |
| 13 - 14                  | 2%              |  | 5 - 6                    | 2%              |
| 15                       | 3%              |  | 7                        | 3%              |
| 16                       | 4%              |  | 8                        | 4%              |
| 17                       | 5%              |  | 9                        | 5%              |
| 18                       | 6%              |  | 10                       | 6%              |
| 19                       | 8%              |  | 11                       | 8%              |
| 20                       | 11%             |  | 12                       | 10%             |
| 21                       | 14%             |  | 13                       | 12%             |
| 22                       | 17%             |  | 14                       | 16%             |
| 23                       | 22%             |  | 15                       | 20%             |
| 24                       | 27%             |  | 16                       | 25%             |
| 25 або більше            | понад 30%       |  | 17 балів або більше      | понад 30%       |

## Інші шкали ризику на основі Фремінгенівського дослідження
Дослідники Фремінгенівського дослідження також розробили моделі прогнозування ризику інших, крім ІХС, наслідків серцево-судинних захворювань. Наприклад, було розроблено оцінку ризику для 10-річного ризику фібриляції передсердь.  

## Дивіться також
- Серцево-судинні захворювання
- Ішемічна хвороба серця
- QRISK